# Павленко, Станислав Трофимович
Станислав Трофимович Павленко (10 сентября 1935, с. Баклань, Западная область — 2007) — инженер и учёный, конструктор оборудования для космических кораблей.
Окончил школу № 7 станции Жуковка и Брянский институт транспортного машиностроения (1957) по специальности инженер-механик.
С 1957 по 1995 год работал на Уралвагонзаводе в должностях от помощника мастера вагоносборочного цеха до первого заместителя генерального директора — главного конструктора Уральского научно-производственного комплекса криогенного машиностроения.
В 1995—2005 гг. управляющий делами ОАО «Уралкриомаш».
Кандидат технических наук (1988).
Принимал участие в создании заправочного наземного оборудования для ракетно-космических комплексов «Протон», «Н1-ЛЗ», «Энергия-Буран», наземной системы заправки жидким водородом и сжиженным метаном криоплана ТУ-155 (первого в мире). Под его руководством впервые в СССР были проведены успешные испытания наземных средств доставки и заправки космического корабля жидким водородом (их результаты использованы в создании аналогичных средств для РКС «Энергия-Буран» и в других космических программах).
Автор 17 изобретений.
Заслуженный машиностроитель РФ (1997).
Награждён орденом Трудового Красного Знамени (1971), четырьмя медалями Федерации космонавтики СССР, золотой медалью имени академика С. П. Королева (1975).